# Viêm môi bong vảy
Viêm môi bong vảy (Angular chelitis) hoặc chốc mép là viêm một hoặc cả hai khóe miệng. Thường thì các góc có màu đỏ với lớp da bị vỡ và lớp vỏ. Nó cũng có thể bị ngứa hoặc đau. Tình trạng này có thể kéo dài vài ngày đến nhiều năm. Viêm môi bong vảy là một loại đặc biệt của viêm môi.
Viêm môi bong vảy có thể được gây ra bởi nhiễm trùng, kích ứng hoặc dị ứng. Nhiễm trùng bao gồm các loại nấm như Candida albicans và vi khuẩn như Staph. aureus. Chất kích thích bao gồm răng giả không vừa vặn, liếm môi hoặc chảy nước dãi, thở bằng miệng dẫn đến khô miệng, phơi nắng, che miệng, hút thuốc và chấn thương nhẹ. Dị ứng có thể bao gồm các chất như kem đánh răng, trang điểm và thực phẩm. Thường một số yếu tố có liên quan. Các yếu tố khác có thể bao gồm dinh dưỡng kém hoặc chức năng miễn dịch kém. Chẩn đoán có thể được hỗ trợ bằng cách kiểm tra nhiễm trùng và thử nghiệm vá để kiểm tra dị ứng.
Điều trị viêm môi bong vảy thường dựa trên các nguyên nhân cơ bản cùng với việc sử dụng kem rào cản. Thường xuyên một loại kem chống nấm và kháng khuẩn cũng được thử. Viêm môi bong vảy là một vấn đề khá phổ biến, với ước tính ảnh hưởng đến 0,7% dân số. Bệnh này xảy ra thường xuyên nhất trong độ tuổi 30 đến 60, mặc dù cũng tương đối phổ biến ở trẻ em. Ở các nước đang phát triển, thiếu hụt sắt và thiếu vitamin là một nguyên nhân phổ biến.

## Dấu hiệu và triệu chứng

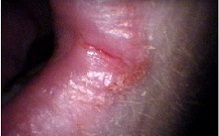
Viêm môi bong vảy - một vết nứt chạy ở khóe miệng với da mặt đỏ ửng, bị kích thích.

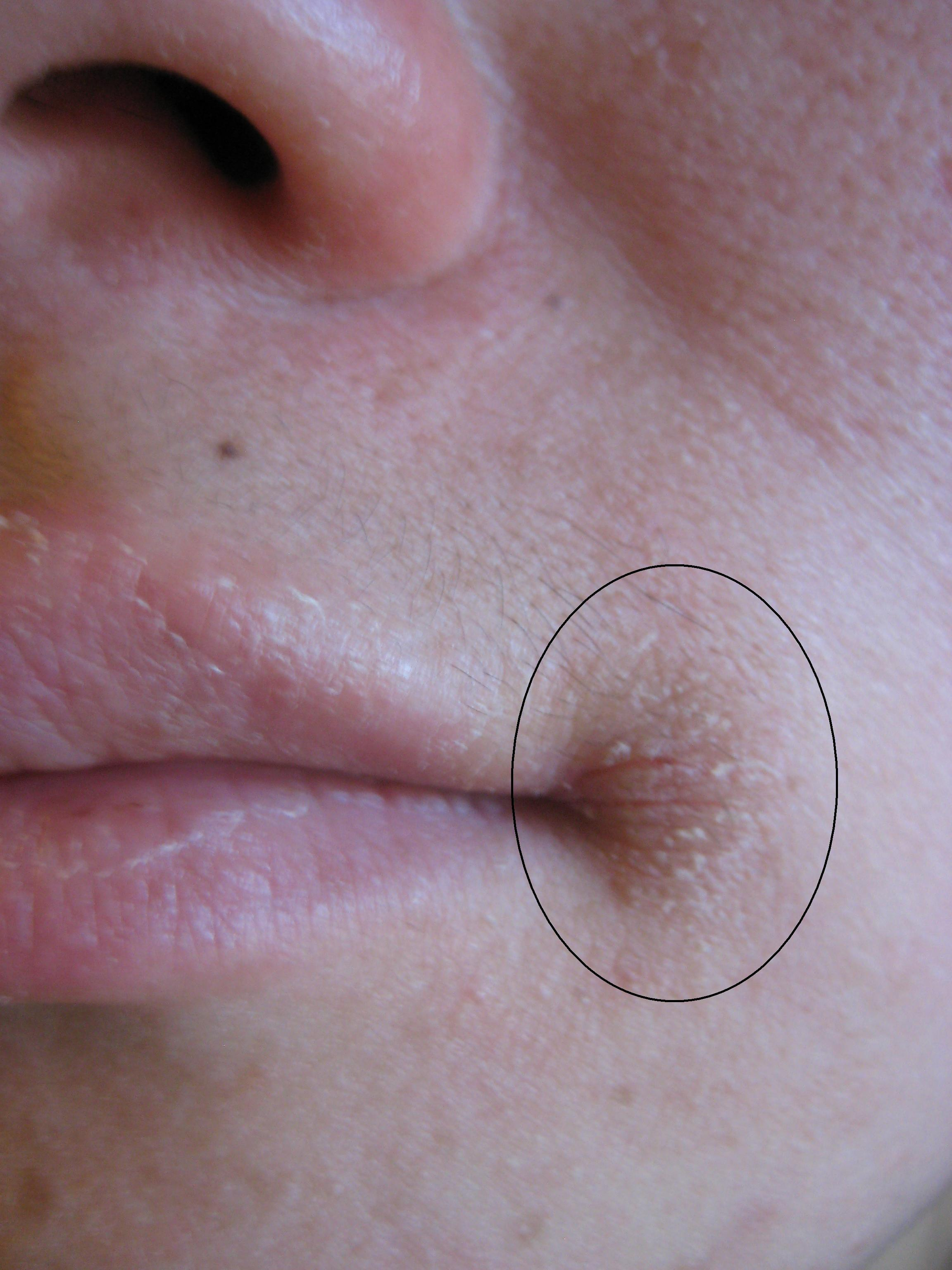
Một trường hợp khá nhẹ của viêm môi bong vảy kéo dài trên da mặt ở một người trẻ tuổi (khu vực bị ảnh hưởng nằm trong hình bầu dục màu đen).